# Julio Philippi Bihl
Julio Philippi Bihl (1878-1935) fue un abogado chileno con destacada participación en el ámbito público. 
Ocupó los cargos de Ministro de Hacienda de Chile en tres oportunidades: en 1919, 1924 y 1930, primer Superintendente de Bancos (1926-1931), primer director del Banco Central de Chile en 1925 y profesor titular en la Facultad de Ciencias Jurídicas y Sociales de la Universidad de Chile hasta 1931.

## Familia
Hijo de Friedrich Heinrich Eunom Philippi de nacionalidad italiana, y de Pauline Bihl de nacionalidad alemana. Su hermana fue Elizabeth Philippi Bihl. 
Casado con Sara Jenny Izquierdo Phillips (1888-1985) en el año 1911, con quien tuvo seis hijos: Adriana, Julio, Isabel, Vicente, Sara y Paulina. Debido al fervor religioso católico de su esposa, se convirtió a dicha confesión desde el luteranismo, del cual provenía por sus orígenes familiares.
Destacó entre sus hijos Julio Philipi Izquierdo quién no solo siguió los pasos de su padre como Abogado sino que además tuvo una reconocida trayectoria en el ámbito público.
Su abuelo fue Rodulfo Amando Philipi, reconocido naturalista alemán que realizó numerosas expediciones científicas en el país junto a Claudio Gay.
El matrimonio seguía las tradiciones germanas como recuerda su hija Sara. 

"Se leía diariamente a Friedrich von Schiller y a Goethe. Se hacían galletitas y la noche de Navidad era emocionante con los cánticos." Isabel Philipi.

La pareja era aficionada al paisajismo y la investigación botánica. Su hogar es una casona ubicada en la calle Villavicencio N°337 en Santiago, cuyos jardines fueron construidos por el diseñador de jardines alemán Oscar Prager en 1926. Asimismo, la familia contaba con el Fundo San Jorge, en Buin, donde construyó un parque el arquitecto y paisajista francés Pierre Dubois. Actualmente, la casona de Villavicencio aloja las dependencias de la Biblioteca de Participación Ciudadana, en el Barrio Lastarria de la capital.

## Educación
Abogado de profesión de la Universidad de Chile, obtuvo su título en el año 1902. Se especializó en las materias de Economía Política y Derecho Tributario. Curso su estudios primarios y secundarios en el Instituto Inglés y el Instituto Nacional. Posteriormente cursó estudios superiores el Instituto Pedagógico y en la Facultad de Leyes y Ciencias Políticas (actual Facultad de Derecho) de la Universidad de Chile.

## Trayectoria Pública
Ocupó los cargos de Ministro de Hacienda de Chile en tres oportunidades: en 1919, 1924 y 1930. 
Fue nombrado Ministro de Hacienda entre el 9 de julio y el 8 de noviembre de 1919 en el gobierno del Presidente Salvador Sanfuentes. 
Sirvió otra vez el mismo ministerio entre el 19 de diciembre de 1924 y el 23 de enero de 1925, en el último mes en que gobernó la junta presidida 
por el general Luis Altamirano antes de ser derrocada por el comandante Carlos Ibáñez del Campo y por tercera vez al ocupar esa cartera entre 
el 6 de agosto de 1930 y el 9 de enero de 1931, en momentos en que los efectos de la Gran Depresión estaban sintiéndose con fuerza en Chile.
Participó en diversas comisiones para la redacción de proyectos de ley de reforma de la institucionalidad monetaria y financiera del país. 
Como resultado de las recomendaciones de la Misión Kemmerer participa en la redacción de la nueva Ley General de Bancos y una nueva Ley Monetaria que restableció el patrón oro en el país, las que permitieron la creación del Banco Central de Chile y la Superintendencia de Bancos.
En 1925 fue nombrado como el primer director y organizador del Banco Central por el presidente Arturo Alessandri Palma, cargo que desempeñó entre 1925 y 1926.
En 1926 fue nombrado como el primer Superintendente de la recién creada Superintendencia de Bancos por el presidente Emiliano Figueroa, cargo que desempeñó entre 1926 y 1931. 
En 1928 es nombrado Comisionado por el gobierno de Chile para realizar un estudio especial de la reforma monetaria y bancaria en Europa.
En 1929 fue propuesto para el cargo de Presidente del Banco Central de Chile por el presidente Carlos Ibáñez del Campo, en reemplazo del recientemente fallecido Ismael Tocornal, la que sin embargo no contó con la unanimidad de los miembros por encontrarse desempeñándose el cargo de Superintendente de Bancos.
En 1930 participó como fiscal en la comisión investigadora que estudió el problema del salitre, labor que culminó con la creación de la Corporación de Salitres de Chile (COSACH).
En el ámbito internacional, en 1906 participa como Secretario de la delegación chilena para la Conferencia Pan-Americana de Río de Janeiro, Brasil.
En 1910 participa como Presidente de la delegación chilena para el Congreso Científico de Washington D. C., EE. UU. Ese mismo año participa como delegado chileno en la Conferencia Panamericana de Buenos Aires, Argentina.

## Trayectoria académica
En el ámbito académico fue profesor de Castellano en el Instituto Nacional y profesor de las cátedras de Economía Política y Hacienda Pública en la Escuela de Ciencias Jurídicas y Sociales de la Universidad de Chile hasta 1931.